# Central Coast Mariners Football Club
El Central Coast Mariners Football Club es un club de fútbol profesional australiano con sede en Gosford, en la costa central de Nueva Gales del Sur. Compite en la A-League, bajo licencia de Football Federation Australia (FFA). Los Mariners se fundaron en 2004 como uno de los ocho equipos originales de la A-League. Fue el primer club deportivo profesional de la región de Gosford en competir en una liga nacional. A pesar de ser considerado uno de los clubes con el mercado más pequeño de la liga, Central Coast Mariners ha logrado un campeonato de la A-League en cuatro apariciones en la Gran Final y encabezó la tabla para ganar la Premiership A-League dos veces. El club también ha aparecido en la Liga de Campeones de la AFC cuatro veces.
El club juega sus partidos en el Central Coast Stadium, un estadio de 20 059 asientos en Gosford; su instalación de entrenamiento especialmente diseñada, Mariners Center of Excellence, está ubicada en el suburbio de Tuggerah. La instalación también es la sede de un equipo juvenil que compite en la Liga Nacional Juvenil. El equipo inglés del Campeonato de EFL Sheffield United ha invertido en el club de la Costa Central, y los Mariners tienen acuerdos de afiliación con varios clubes internacionales.
El principal grupo de seguidores de los Mariners es conocido como Yellow Army (el «Ejército Amarillo»), por el color del club. El club mantiene una rivalidad con los Newcastle Jets, conocido como el F3 Derby, por la autopista que conecta las ciudades de los equipos. Matt Simon es el máximo goleador de todos los tiempos de los Mariners en diciembre de 2014, con 45 goles en todas las competiciones. El récord del equipo para los partidos jugados lo posee John Hutchinson, quien ha aparecido en 263 juegos para los Mariners.

## Historia

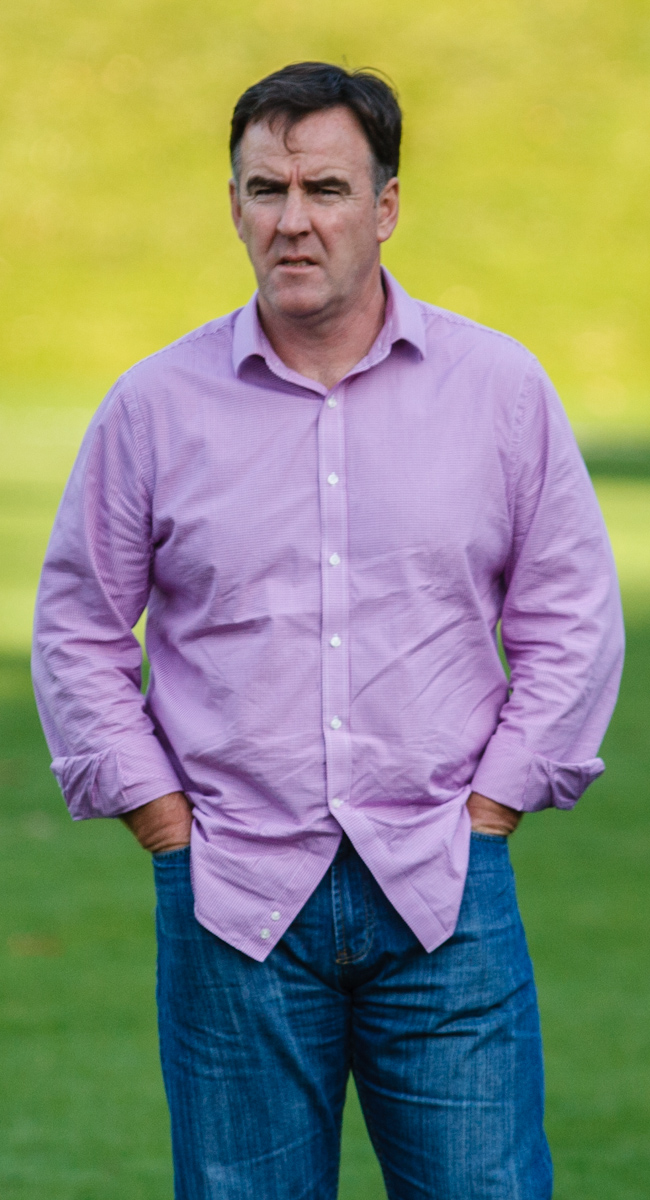
Lawrie McKinna fue el primer entrenador en la historia de los Mariners

Con motivo del nacimiento de un nuevo campeonato de liga conocido como A-League, la Federación de Fútbol de Australia decidió otorgar una de sus ocho plazas a una formación de carácter regional. Un grupo de empresarios formó un consorcio para solicitar una franquicia en la Costa Central de Nueva Gales del Sur, bajo el nombre de Central Coast Mariners. Al ser la única propuesta de carácter regional sobre la mesa, la Federación aceptó su candidatura por lo que pasó a ser uno de los ocho clubes que participaron en la primera temporada de la A-League.
Para presidir el equipo se contó con el ecologista Ian Kiernan, mientras que el técnico sería Lawrie McKinna. Y, con la intención de contar con mayores vínculos con la región y su público, se firmó un acuerdo de colaboración con el equipo Central Coast United. En cuanto a la plantilla las estrellas serían Michael Beauchamp y Nick Mrdja, y McKinna anunció su intención de contar con el mayor número de juveniles posibles. En su temporada de debut el equipo gana la Copa de Pretemporada, se clasifica para el playoff y llega a la final por el título, cayendo ante Sydney FC.
Para 2006-07 los Mariners fichan a Tony Vidmar, delantero internacional australiano, como jugador franquicia mientras que Alex Wilkinson fue nombrado nuevo capitán. Ese año llegan a la final de la Copa de Pretemporada, la cual pierden, y no consiguen clasificarse para las series finales al terminar en sexta posición. En la temporada 2007-08 Central Coast consigue de nuevo llegar a la final, pero pierde en el partido decisivo ante Melbourne Victory. En 2008 el club ficha a Mark Bosnich como portero, para suplir la baja de Danny Vukovic por sanción, y comienza a firmar acuerdos de colaboración con varios clubes de otros continentes, destacando Sheffield United en Inglaterra y São Paulo de Brasil.

### Consagración en laA-League
Para la temporada 2012-13 los Marineros lograrían quedar en la segunda posición de la tabla con 54 puntos, detrás del Western Sydney Wanderers con 57.
En la fase final del torneo, se enfrentaría al Melbourne Victory, donde ganaría por 1 a 0 con gol de Daniel McBreen a los 42 minutos.
Ya en la final se cruzaría ante el mejor equipo posicionado en la liga, el Western Sydney Wanderers, a quien derrotaría por 2 a 0, con goles de Patrick Zwaanswijk a los 44' y de Daniel McBreen a los 68' de penal.
Los Marineros finalmente lograrían el título de liga tras haber perdido 3 finales, en 2005-06, 2007-08 y 2010-11 respectivamente.

## Equipación
- Uniforme titular: Camiseta amarilla y azul a rayas verticales, pantalón azul, medias azules.
- Uniforme alternativo: Camiseta amarilla, pantalón blanco, medias blancas.

El fabricante de las equipaciones es la marca inglesa Umbro desde, y su patrocinador es Masterfoods desde 2012, empresa americana de alimentos para animales.

## Entrenadores
| País       | Nombre           | Desde                   | Hasta                    | Títulos          |
| ---------- | ---------------- | ----------------------- | ------------------------ | ---------------- |
| Escocia    | Lawrie McKinna   | 7 de mayo de 2005       | 12 de febrero de 2010    |                  |
| Australia  | Graham Arnold    | 5 de agosto de 2010     | 10 de noviembre de 2013  | A-League 2012-13 |
| Australia  | Phil Moss        | 23 de noviembre de 2013 | 28 de febrero de 2015    |                  |
| Inglaterra | Tony Walmsley    | 8 de marzo de 2015      | 2 de agosto de 2016      |                  |
| Australia  | Paul Okon        | 8 de octubre de 2016    | 18 de marzo de 2018      |                  |
| Irlanda    | Wayne O'Sullivan | 24 de marzo de 2018     | 14 de abril de 2018      |                  |
| Inglaterra | Mike Mulvey      | 1 de agosto de 2018     | 9 de marzo de 2019       |                  |
| Australia  | Alen Stajcic     | 16 de marzo de 2019     | 12 de junio de 2021      |                  |
| Escocia    | Nick Montgomery  | 13 de noviembre de 2021 | 11 de septiembre de 2023 | A-League 2022-23 |
| Inglaterra | Mark Jackson     | 4 de octubre de 2023    | Presente                 | A-League 2023-24 |

## Palmarés

### Torneos Nacionales (6)
- A-League (3): 2012-13, 2022-23, 2023-24
  - Subcampeón de la A-League (3): 2005-06, 2007-08, 2010-11
- Temporada Regular (3): 2007-2008, 2010-2011, 2023-24
- Copa de Australia (0):
  - Subcampeón de la Copa de Australia (1): 2021

### Torneos Internacionales (1)
- Copa AFC (1): 2023-24

## Participación en competiciones de la AFC
- Liga de Campeones de la AFC: 5 apariciones

2009 - Fase de grupos
2012 - Fase de grupos
2013 - Octavos de final
2014 - Fase de grupos
2015 - Ronda play-off

### Estadísticas en torneos internacionales
| Torneo                      | TJ | PJ | PG | PE | PP | GF | GC | DG  | Puntos |
| --------------------------- | -- | -- | -- | -- | -- | -- | -- | --- | ------ |
| Liga de Campeones de la AFC | 5  | 27 | 5  | 6  | 16 | 27 | 45 | -18 | 21     |
| Total                       | 5  | 27 | 5  | 6  | 16 | 27 | 45 | -18 | 21     |

## Clubes afiliados
- Sheffield United F. C.
- São Paulo F. C.
- Chengdu Blades
- Ferencvárosi T. C.
- Central Coast Lightning
- Strindheim IL
- Tata Football Academy
- Estudiantes L. P.
- White Star Woluwé
- Estudiantes Tecos

## Estadio

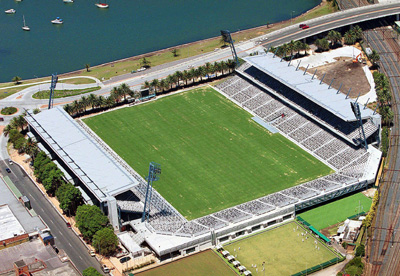
Bluetongue Stadium, con el Brisbane Water parcialmente alto.

Central Coast Mariners juega sus partidos como local en el Central Coast Stadium, situado en el suburbio de Gosford y a escasos metros del litoral de Brisbane, por lo que tiene vistas al mar. Construido en 1999, su capacidad es de 20.119 espectadores y se usa específicamente para partidos de fútbol desde 2007.